# Amtsgericht Turek
Das Amtsgericht Turek war ein deutsches Gericht der ordentlichen Gerichtsbarkeit im Bezirk des Landgerichtes Kalisch mit Sitz in Turek.

## Geschichte
Das Landgericht Kalisch mit Sitz in Kalisch wurde während der deutschen Besetzung Polens 1939 mit Erlass vom 26. November 1940 als Landgericht im Bezirk des  Oberlandesgerichtes Posen gebildet. In Turek wurde das Amtsgericht Turek als eines von vier Amtsgerichten dieses Landgerichtes gebildet.
Im Jahre 1945 wurde der Landgerichtsbezirk wieder unter polnische Verwaltung gestellt. Damit endete auch die kurze Geschichte des Amtsgerichtes Turek.